# للمحبة بدون قانون
للمحبة بدون قانون (بالإسبانية: Por amar sin ley)‏ هي مسلسل تلفزيوني مكسيكي بث في 2018.

## روابط خارجية
- للمحبة بدون قانون على موقع IMDb (الإنجليزية)
- للمحبة بدون قانون على موقع كينوبويسك (الروسية)
- للمحبة بدون قانون على موقع قاعدة بيانات الفيلم (الإنجليزية)